# Dragon Ball Z: Battle of Z
Dragon Ball Z: Battle of Z (ドラゴンボールZ バトルのゼット Doragon Bōru Zetto Batoru no Zetto?) es un videojuego de lucha basado en la franquicia de manga y anime Dragon Ball publicado el 24 de enero de 2014 en Europa. El juego ha sido desarrollado por Artdink y publicado por Namco Bandai Games. Esta es la primera vez que aparece la nueva forma de Goku, Super Saiyan Dios, junto con Bills y Wiss en un juego de la saga (aparecidos en la película Dragon Ball Z: la batalla de los dioses).
Battle of Z fue confirmado en desarrollo el 23 de marzo de 2013. Cuenta con un modo cooperativo para cuatro jugadores y otro para ocho jugadores llamado "Modo Batalla"(solo en el multiplayer en línea). Su principal novedad son las batallas por equipos y las distintas clases de personajes que hay. Dependiendo del rol de nuestro personaje, nuestra actuación en combate cambiará sensiblemente.

## Personajes
| Personajes                                                                | Transformaciones | Transformaciones              | Transformaciones         | Transformaciones     | Transformaciones    |
| ------------------------------------------------------------------------- | ---------------- | ----------------------------- | ------------------------ | -------------------- | ------------------- |
| Goku                                                                      | Base             | Super Saiyajin                | Super Saiyajin 2         | Super Saiyajin 3     | Super Saiyajin Dios |
| Gohan niño                                                                | Base             | Mono Gigante (solo jefe)      |                          |                      |                     |
| Joven Gohan                                                               | Base             | Super Saiyajin                | Super Saiyajin 2         |                      |                     |
| Gohan adolescente                                                         | Super Saiyajin   | Gohan Definitivo              |                          |                      |                     |
| Super Vegetto (solo DLC)                                                  | Super Vegetto    |                               |                          |                      |                     |
| Piccolo                                                                   | Base             |                               |                          |                      |                     |
| Krilin                                                                    | Base             |                               |                          |                      |                     |
| Yamcha                                                                    | Base             |                               |                          |                      |                     |
| Ten Shin Han                                                              | Base             |                               |                          |                      |                     |
| Trunks del Futuro (Espada)                                                | Base             | Super Saiyajin                |                          |                      |                     |
| Trunks del Futuro (Después del entrenamiento en la habitación del tiempo) | Super Saiyajin   | Super Trunks                  |                          |                      |                     |
| Trunks niño                                                               | Base             | Super Saiyajin                |                          |                      |                     |
| Goten                                                                     | Base             | Super Saiyajin                |                          |                      |                     |
| Gotenks                                                                   | Base             | Super Saiyajin                | Super Saiyajin 3         |                      |                     |
| Bardock                                                                   | Base             | Super Saiyajin (solo DLC)     | Mono Gigante (solo jefe) |                      |                     |
| Saibaman                                                                  | Base             |                               |                          |                      |                     |
| Raditz                                                                    | Base             |                               |                          |                      |                     |
| Nappa                                                                     | Base             |                               |                          |                      |                     |
| Vegeta (Explorador)                                                       | Base             | Mono Gigante (solo jefe)      |                          |                      |                     |
| Vegeta                                                                    | Super Saiyajin   | Super Saiyajin 2              |                          |                      |                     |
| Majin Vegeta                                                              | Super Saiyajin 2 |                               |                          |                      |                     |
| Guldo                                                                     | Base             |                               |                          |                      |                     |
| Jeice                                                                     | Base             |                               |                          |                      |                     |
| Burter                                                                    | Base             |                               |                          |                      |                     |
| Recoome                                                                   | Base             |                               |                          |                      |                     |
| Capitan Ginyu                                                             | Base             |                               |                          |                      |                     |
| Freezer                                                                   | Primera forma    | Segunda Forma                 | Tercera Forma.           | Forma Final.         | 100 %               |
| Soldado de Freezer                                                        | Base             |                               |                          |                      |                     |
| Cooler                                                                    | Cuarta Forma     | Forma Final                   |                          |                      |                     |
| Metal Cooler                                                              | Metal Cooler     | Metal Cooler Core (solo jefe) |                          |                      |                     |
| Doctor Gero/ Androide 20                                                  | Base             |                               |                          |                      |                     |
| Androide 16                                                               | Base             |                               |                          |                      |                     |
| Androide 17                                                               | Base             |                               |                          |                      |                     |
| Androide 18                                                               | Base             |                               |                          |                      |                     |
| Androide 19                                                               | Base             |                               |                          |                      |                     |
| Cell                                                                      | Primera forma    | Segunda forma                 | Forma Perfecta           | Forma Súper Perfecta |                     |
| Cell Jr.                                                                  | Base             |                               |                          |                      |                     |
| Rey Dabura                                                                | Base             |                               |                          |                      |                     |
| Broly                                                                     | Super Saiyajin   | Super Saiyajin Legendario     |                          |                      |                     |
| Hildegan (solo jefe)                                                      | Base             |                               |                          |                      |                     |
| Majin Buu                                                                 | Base             |                               |                          |                      |                     |
| Super Buu                                                                 | Base             | Gohan absorbido               |                          |                      |                     |
| Kid Buu                                                                   | Base             |                               |                          |                      |                     |
| Bills                                                                     | Base             |                               |                          |                      |                     |
| Wiss                                                                      | Base             |                               |                          |                      |                     |